# Het boerke
Boerke of Het boerke is een sprookje, opgetekend door de gebroeders Grimm in hun Kinder- und Hausmärchen als KHM61. De oorspronkelijke naam is Das Bürle.

## Het verhaal
In een dorp met allemaal rijke boeren, wordt de arme boer Boerke genoemd. Zijn vrouw wil graag een koe en ze gaan naar de meubelmaker om een kalf van hout te laten maken. Ze hopen dat dit een koe zal worden. Hun neef, de meubelmaker, zette het kalf in elkaar en het kan zijn kop buigen zodat het lijkt alsof het gras eet. Boerke roept de herder en zegt dat zijn kalfje gedragen moet worden, de herder doet dit en ziet hoe het dier graast. De herder komt terug in het dorp, maar heeft het kalfje niet bij zich als Boerke om het dier vraagt. Ze gaan samen terug, maar het kalf is verdwenen en Boerke sleept de herder voor de schout.
De schout laat de herder een koe aan Boerke geven als straf voor zijn onoplettendheid en het echtpaar is blij, maar heeft geen voer. Het dier wordt geslacht en ze pekelen het vlees. De huid willen ze verkopen, op weg naar de stad komt Boerke bij molen en ziet een raaf met gebroken vleugels. Hij helpt hem en neemt hem mee, de molenaarsvrouw geeft Boerke brood met kaas. De pastoor komt langs en eet vlees, sla, gebak en wijn met de molenaarsvrouw. Als er wordt geklopt, verstopt ze het eten in de bakoven, de wijn onder het hoofdkussen, de sla in het bed, het gebak onder het bed en de pastoor in de kast op de veranda.
Haar man komt binnen en ziet Boerke op het stro liggen en ze vertelt dat ze hem brood met kaas heeft gegeven. Haar man wil ook eten, maar ze zegt alleen brood en kaas te hebben en hij neemt hier genoegen mee. De molenaar ziet de raaf en Boerke zegt dat hij hiermee kan waarzeggen. Hij vertelt dat er wijn onder het hoofdkussen ligt en dat er vlees in de bakoven staat. Ook ligt er sla in het bed, gebak onder het bed en de mannen gaan aan tafel zitten. De molenaarsvrouw is erg bang en de molenaar wil weten wat het vijfde is, maar Boerke zegt dat de vogel dit niet vertelt.
De molenaar biedt driehonderd daalders voor een vijfde waarzeggerij en Boerke knijpt de raaf nog een keer in zijn kop, zodat hij hard krast. Boerke zegt dat de duivel in de kast op de veranda zit en de molenaar wil de sleutel van zijn vrouw. Hij opent de kast en de pastoor rent naar buiten. De molenaar gelooft het verhaal van Boerke en hij geeft de driehonderd daalders, waar Boerke een mooi huis van laat bouwen. De schout wil weten waar hij het geld vandaan heeft en Boerke zegt dat hij de koeienhuid heeft verkocht.
De boeren slaan hun koeien dood en verkopen ze in de stad, maar ze krijgen weinig geld omdat er zoveel huiden zijn. Boerke wordt ter dood veroordeeld en er komt een geestelijke. Boerke herkent de pastoor en vertelt dat hij hem uit de kast heeft bevrijd en verwacht dat de pastoor hem nu helpt. Boerke ziet een herder die altijd schout wilde worden en lokt hem in de ton. De ton wordt in het water gelaten en Boerke loopt met de kudde van de herder langs.
De mensen zien hem en hij vertelt dat hij uit het water is gekomen, hij heeft een prachtige wei met grazende schapen gezien. De boeren willen ook schapen gaan halen en de schout gaat mee. Ze lopen in het water en de wolken worden weerspiegeld in het water. De mannen springen in het water en verdrinken. Het dorp is uitgestorven en Boerke is de enige erfgenaam en wordt een rijk man.

## Achtergronden bij het sprookje
- Het sprookje komt uit Zwehrn in Nederhessen.
- Het thema van de vrouw en de pastoor komt ook voor in De oude Hildebrand (KHM95).
- Het dier als helper komt in heel veel sprookjes voor;
  - Een beer in De twee gebroeders (KHM60)
  - Een bij in De bijenkoningin (KHM62) en De twee reisgezellen (KHM107)
  - Duiven in Assepoester (KHM21), De drie talen (KHM33) en De oude vrouw in het bos (KHM123)
  - Een eend in Hans en Grietje (KHM15), De bijenkoningin (KHM62) en De twee reisgezellen (KHM107)

-**Een geit in Eenoogje, tweeoogje en drieoogje (KHM130)
- - Een haan in De drie gelukskinderen (KHM70)
  - Een haas in De twee gebroeders (KHM60)
  - Een hond in De drie talen (KHM33) en De oude Sultan (KHM48)
  - Een kat in De drie gelukskinderen (KHM70) en De arme molenaarsknecht en het katje (KHM106)
  - Een leeuw in De twee gebroeders (KHM60), De twaalf jagers (KHM67) en De koningszoon die nergens bang voor was (KHM121)
  - Mieren in De witte slang (KHM17) en De bijenkoningin (KHM62)
  - Een ooievaar in De twee reisgezellen (KHM107)
  - Een paard in De ganzenhoedster (KHM89)
  - Een pad in De drie veren (KHM63) en De ijzeren kachel (KHM127)
  - Een raaf in De witte slang (KHM17)
  - Een schimmel in Fernand getrouw en Fernand ontrouw (KHM126)
  - Een slang in De drie slangenbladeren (KHM16) en De witte slang (KHM17)
  - Een veulen in De twee reisgez-ellen (KHM107)
  - Een vis in De witte slang (KHM17), Van de visser en zijn vrouw (KHM19), De goudkinderen (KHM85), Fernand getrouw en Fernand ontrouw (KHM126) en Het zeehaasje (KHM191)
  - Een vogel in Assepoester (KHM21), De drie talen (KHM33) en De roverbruidegom (KHM40)
  - Een vos in De gouden vogel (KHM57), De twee gebroeders (KHM60) en Het zeehaasje (KHM191)
  - Een wolf in De oude Sultan (KHM48) en De twee gebroeders (KHM60)
- Vergelijk ook De goede ruil (KHM7).
- Ook in De zeven Zwaben (KHM119) verdrinken mannen door een misverstand.
- Vergelijk Van een boer en drie studenten.
- Het sprookje heeft veel overeenkomsten met Hudden en Dudden en Donald O'Neary[1]